# Centaurea greuteri
Centaurea greuteri — вид квіткових рослин айстрових (Asteraceae). Ендемік північно-східної Греції.